# Jan Kopyto
Jan Antoni Kopyto (* 15. Juni 1934 in Goczałki, Woiwodschaft Kujawien-Pommern) ist ein ehemaliger polnischer Speerwerfer.
Bei den Olympischen Spielen 1956 in Melbourne wurde er Fünfter.
1957 gewann er Silber bei den Weltfestspielen der Jugend und Studenten und den Welt-Universitätsspielen.
Seine persönliche Bestleistung von 83,37 m stellte er am 13. Oktober 1957 in Warschau auf.